# Campionat de Catalunya d'atletisme - Salt d'alçada
El salt d'alçada és una prova del Campionat de Catalunya d'atletisme que es realitza des del 1916 en categoria masculina i des del 1931 en categoria femenina.
Durant les primeres edicions del campionat, a més del salt d'alçada amb cursa, es disputà la prova de salt d'alçada aturat o salt d'alçada sense impuls segons s'anomenava a la premsa de l'època. El primer campió fou Josep Soler, del Gimnàstic de Tarragona, qui vencé en ambdues proves. A partir de la dècada de 1920 la prova de salt aturat deixà de disputar-se en les competicions oficials. En categoria femenina la primera edició fou guanyada per Rosa Castelltort i Maria Morros Navarro, empatades en la primera posició. Amb l'arribada del Franquisme les dones deixaren de competir en el campionat. Els anys 1947 i 1948, de forma aïllada, es disputaren proves femenines. A partir de 1961 es reprengué la prova femenina de forma definitiva.
Fins a l'any 2023 els atletes amb més campionats són Miquel Vélez Martín (12 títols), Martí Perarnau (7 títols) i Gustavo Adolfo Becker (7 títols). En categoria femenina Teresa Maria Roca i Asunción Morte amb 7 títols, i Clàudia Garcia Jou amb 6.

## Historial
Llegenda
| Salt d'alçada aturat.    |
| Salt d'alçada amb cursa. |

| Edició   | Data | Competició masculina                          | Competició masculina                          | Competició masculina                          | Competició femenina                   | Competició femenina                   | Competició femenina                   | refs.             |
| Edició   | Data | Campió                                        | Club                                          | Marca                                         | Campiona                              | Club                                  | Marca                                 | refs.             |
| -------- | ---- | --------------------------------------------- | --------------------------------------------- | --------------------------------------------- | ------------------------------------- | ------------------------------------- | ------------------------------------- | ----------------- |
| I        | 1916 | Josep Soler                                   | CG Tarragona                                  | 1.55                                          | la categoria femenina començà el 1931 | la categoria femenina començà el 1931 | la categoria femenina començà el 1931 | [ 4 ] [ 2 ] [ 3 ] |
| I        | 1916 | Josep Soler                                   | CG Tarragona                                  | 1.36                                          | la categoria femenina començà el 1931 | la categoria femenina començà el 1931 | la categoria femenina començà el 1931 | [ 4 ] [ 2 ] [ 3 ] |
| II       | 1917 | Santiago Massana                              | SS Pompeia                                    | 1.565                                         | la categoria femenina començà el 1931 | la categoria femenina començà el 1931 | la categoria femenina començà el 1931 | [ 4 ] [ 6 ]       |
| II       | 1917 | Carreras                                      | CADCI                                         | 1.255                                         | la categoria femenina començà el 1931 | la categoria femenina començà el 1931 | la categoria femenina començà el 1931 | [ 4 ] [ 6 ]       |
| III      | 1918 | Santiago Vallhonrat                           | CG Tarragona                                  | 1.50                                          | la categoria femenina començà el 1931 | la categoria femenina començà el 1931 | la categoria femenina començà el 1931 | [ 4 ] [ 7 ]       |
| III      | 1918 | Jaume Nin Fortuny                             | CG Tarragona                                  | 1.25                                          | la categoria femenina començà el 1931 | la categoria femenina començà el 1931 | la categoria femenina començà el 1931 | [ 4 ] [ 7 ]       |
| IV       | 1919 | la prova no es va poder disputar per la pluja | la prova no es va poder disputar per la pluja | la prova no es va poder disputar per la pluja | la categoria femenina començà el 1931 | la categoria femenina començà el 1931 | la categoria femenina començà el 1931 | [ 4 ] [ 8 ]       |
| IV       | 1919 | Otto Fleiter                                  | FC Segle                                      | s/d                                           | la categoria femenina començà el 1931 | la categoria femenina començà el 1931 | la categoria femenina començà el 1931 | [ 4 ] [ 8 ]       |
| V        | 1920 | Otto Fleiter                                  | SG Alemanya                                   | 1.675                                         | la categoria femenina començà el 1931 | la categoria femenina començà el 1931 | la categoria femenina començà el 1931 | [ 4 ] [ 9 ]       |
| -        | 1921 | no es disputà per la crisi federativa         | no es disputà per la crisi federativa         | no es disputà per la crisi federativa         | la categoria femenina començà el 1931 | la categoria femenina començà el 1931 | la categoria femenina començà el 1931 | [ 4 ]             |
| -        | 1922 | no es disputà per la crisi federativa         | no es disputà per la crisi federativa         | no es disputà per la crisi federativa         | la categoria femenina començà el 1931 | la categoria femenina començà el 1931 | la categoria femenina començà el 1931 | [ 4 ]             |
| VI       | 1923 | Josep Turmo Josep Llort                       | CE Europa                                     | 1.63                                          | la categoria femenina començà el 1931 | la categoria femenina començà el 1931 | la categoria femenina començà el 1931 | [ 4 ] [ 11 ]      |
| VII      | 1924 | Josep Turmo                                   | FC Barcelona                                  | 1.68                                          | la categoria femenina començà el 1931 | la categoria femenina començà el 1931 | la categoria femenina començà el 1931 | [ 4 ] [ 12 ]      |
| VIII     | 1925 | Josep Maria Olivella                          | CG Tarragona                                  | 1.64                                          | la categoria femenina començà el 1931 | la categoria femenina començà el 1931 | la categoria femenina començà el 1931 | [ 4 ]             |
| IX       | 1926 | Josep Maria Olivella                          | CG Tarragona                                  | 1.65                                          | la categoria femenina començà el 1931 | la categoria femenina començà el 1931 | la categoria femenina començà el 1931 | [ 4 ]             |
| X        | 1927 | Josep Maria Olivella                          | CG Tarragona                                  | 1.70                                          | la categoria femenina començà el 1931 | la categoria femenina començà el 1931 | la categoria femenina començà el 1931 | [ 4 ]             |
| XI       | 1928 | Marcel Lafitte                                | FC Barcelona                                  | 1.70                                          | la categoria femenina començà el 1931 | la categoria femenina començà el 1931 | la categoria femenina començà el 1931 | [ 4 ]             |
| XII      | 1929 | Joaquim Carbonell                             | FC Barcelona                                  | 1.75                                          | la categoria femenina començà el 1931 | la categoria femenina començà el 1931 | la categoria femenina començà el 1931 | [ 4 ]             |
| XIII     | 1930 | Josep Maria Olivella                          | CG Tarragona                                  | 1.70                                          | la categoria femenina començà el 1931 | la categoria femenina començà el 1931 | la categoria femenina començà el 1931 | [ 4 ]             |
| XIV      | 1931 | Josep Maria Olivella                          | CG Tarragona                                  | 1.68                                          | Rosa Castelltort Maria Morros Navarro | Club Femení i E.                      | 1.25                                  | [ 4 ]             |
| XV       | 1932 | Pere Bombardó                                 | GE Laietània                                  | 1.705                                         | Maria Morros Navarro                  | Club Femení i E.                      | 1.24                                  | [ 4 ]             |
| XVI      | 1933 | Vicenç Cardús                                 | CE Terrassa                                   | 1.70                                          | Maria Morros Navarro                  | Club Femení i E.                      | 1.20                                  | [ 4 ]             |
| XVII     | 1934 | Antoni Cañadas                                | Independent                                   | 1.71                                          | Roser Raventós                        | CE Júpiter                            | 1.16                                  | [ 4 ]             |
| XVIII    | 1935 | Miquel Gil                                    | Atletes Units                                 | 1.60                                          | Carme Andreu                          | FAEGE                                 | 1.15                                  | [ 4 ]             |
| XIX      | 1936 | Josep Dalmau                                  | FC Barcelona                                  | 1.70                                          | Lluïsa Saavedra                       | Club Femení i E.                      | 1.25                                  | [ 4 ]             |
| -        | 1937 | no es disputà per la Guerra Civil             | no es disputà per la Guerra Civil             | no es disputà per la Guerra Civil             | no es disputà per la Guerra Civil     | no es disputà per la Guerra Civil     | no es disputà per la Guerra Civil     |                   |
| -        | 1938 | no es disputà per la Guerra Civil             | no es disputà per la Guerra Civil             | no es disputà per la Guerra Civil             | no es disputà per la Guerra Civil     | no es disputà per la Guerra Civil     | no es disputà per la Guerra Civil     |                   |
| -        | 1939 | no es disputà per la Guerra Civil             | no es disputà per la Guerra Civil             | no es disputà per la Guerra Civil             | no es disputà per la Guerra Civil     | no es disputà per la Guerra Civil     | no es disputà per la Guerra Civil     |                   |
| XX       | 1940 | Ernest Pons                                   | CA Laietània                                  | 1.78                                          | N/D                                   | N/D                                   | N/D                                   | [ 4 ]             |
| XXI      | 1941 | Samuel Franquet                               | CG Tarragona                                  | 1.70                                          | N/D                                   | N/D                                   | N/D                                   | [ 4 ]             |
| XXII     | 1942 | Vicenç Vacca                                  | CA Granollers                                 | 1.68                                          | N/D                                   | N/D                                   | N/D                                   | [ 4 ]             |
| XXIII    | 1943 | Samuel Franquet                               | RCD Espanyol                                  | 1.75                                          | N/D                                   | N/D                                   | N/D                                   | [ 4 ]             |
| XXIV     | 1944 | Samuel Franquet                               | RCD Espanyol                                  | 1.73                                          | N/D                                   | N/D                                   | N/D                                   | [ 4 ]             |
| XXV      | 1945 | Ernest Pons                                   | FC Barcelona                                  | 1.80                                          | N/D                                   | N/D                                   | N/D                                   | [ 4 ]             |
| XXVI     | 1946 | Ernest Pons                                   | CA Laietània                                  | 1.86                                          | N/D                                   | N/D                                   | N/D                                   | [ 4 ]             |
| XXVII    | 1947 | Josep Jordi Parellada                         | RCD Espanyol                                  | 1.70                                          | Maria Carme Ribé                      | Independent                           | 1.20                                  | [ 4 ]             |
| XXVIII   | 1948 | Josep Jordi Parellada                         | RCD Espanyol                                  | 1.72                                          | Maria Rosa Piñol                      | CG Barcelonès                         | 1.15                                  | [ 4 ]             |
| XXIX     | 1949 | Pedro Martínez García                         | CA Granollers                                 | 1.87                                          | N/D                                   | N/D                                   | N/D                                   | [ 4 ]             |
| XXX      | 1950 | Pedro Martínez García                         | CA Granollers                                 | 1.83                                          | N/D                                   | N/D                                   | N/D                                   | [ 4 ]             |
| XXXI     | 1951 | Manuel Álvarez de Lara                        | CN Barcelona                                  | 1.76                                          | N/D                                   | N/D                                   | N/D                                   | [ 4 ]             |
| XXXII    | 1952 | Pedro Martínez García                         | CE Granollers                                 | 1.84                                          | N/D                                   | N/D                                   | N/D                                   | [ 4 ]             |
| XXXIII   | 1953 | Manuel Álvarez de Lara                        | CA Laietània                                  | 1.80                                          | N/D                                   | N/D                                   | N/D                                   | [ 4 ]             |
| XXXIV    | 1954 | Salvador Martínez Martí                       | CN Barcelona                                  | 1.80                                          | N/D                                   | N/D                                   | N/D                                   | [ 4 ]             |
| XXXV     | 1955 | Salvador Martínez Martí                       | CA Stadium                                    | 1.76                                          | N/D                                   | N/D                                   | N/D                                   | [ 4 ]             |
| XXXVI    | 1956 | Arturo Ruf Giménez                            | CN Barcelona                                  | 1.74                                          | N/D                                   | N/D                                   | N/D                                   | [ 4 ]             |
| XXXVII   | 1957 | Antonio Camps Barra                           | CN Barcelona                                  | 1.73                                          | N/D                                   | N/D                                   | N/D                                   | [ 4 ]             |
| XXXVIII  | 1958 | Salvador Martínez Martí                       | CA Stadium                                    | 1.81                                          | N/D                                   | N/D                                   | N/D                                   | [ 4 ]             |
| XXXIX    | 1959 | Salvador Martínez Martí                       | CA Stadium                                    | 1.81                                          | N/D                                   | N/D                                   | N/D                                   | [ 4 ]             |
| XL       | 1960 | Salvador Martínez Martí                       | CE Universitari                               | 1.86                                          | N/D                                   | N/D                                   | N/D                                   | [ 4 ]             |
| XLI      | 1961 | Salvador Martínez Martí                       | CE Universitari                               | 1.80                                          | Asunción Revilla                      | CA Linterna Roja                      | 1.25                                  | [ 4 ]             |
| XLII     | 1962 | Josep Maria Casas                             | CE Hispano Francès                            | 1.70                                          | Isabel Lelek                          | CE Hispano Francès                    | 1.30                                  | [ 4 ]             |
| XLIII    | 1963 | Miquel Consegal                               | FC Barcelona                                  | 1.79                                          | Maria Lluïsa Consegal                 | CE Hispano Francès                    | 1.30                                  | [ 4 ]             |
| XLIV     | 1964 | Miquel Consegal                               | FC Barcelona                                  | 1.78                                          | Elvira Tort Rosell                    | GCR La Seda                           | 1.25                                  | [ 4 ] [ 13 ]      |
| XLV      | 1965 | Francisco Nuñez                               | RCD Espanyol                                  | 1.78                                          | Teresa Maria Roca                     | CA Laietània                          | 1.31                                  | [ 4 ]             |
| XLVI     | 1966 | Francisco Nuñez                               | FC Barcelona                                  | 1.78                                          | Teresa Maria Roca                     | CA Laietània                          | 1.45                                  | [ 4 ]             |
| XLVII    | 1967 | Francisco Nuñez                               | FC Barcelona                                  | 1.81                                          | Roser Miranda                         | UE Santboiana                         | 1.40                                  | [ 4 ]             |
| XLVIII   | 1968 | Joan Armengol                                 | RCD Espanyol                                  | 1.79                                          | Roser Miranda                         | UE Santboiana                         | 1.46                                  | [ 4 ]             |
| XLIX     | 1969 | Jesús López Mañoso                            | RCD Espanyol                                  | 1.95                                          | Teresa Maria Roca                     | CA Laietània                          | 1.50                                  | [ 4 ]             |
| L        | 1970 | Jesús López Mañoso                            | BM Granollers                                 | 2.00                                          | Teresa Maria Roca                     | CA Laietània                          | 1.56                                  | [ 4 ]             |
| LI       | 1971 | Antonio Sánchez Romero                        | CN Barcelona                                  | 1.86                                          | Teresa Maria Roca                     | CA Laietània                          | 1.55                                  | [ 4 ]             |
| LII      | 1972 | Heliodoro Lozano                              | CN Barcelona                                  | 1.91                                          | Teresa Maria Roca                     | CA Laietània                          | 1.67                                  | [ 4 ]             |
| LIII     | 1973 | Martí Perarnau                                | CN Barcelona                                  | 2.14                                          | Teresa Maria Roca Cristina Nogués     | CA Laietània CE Universitari          | 1.50                                  | [ 4 ]             |
| LIV      | 1974 | Martí Perarnau                                | CN Barcelona                                  | 2.14                                          | Júlia Boza                            | GEiEG                                 | 1.59                                  | [ 4 ]             |
| LV       | 1975 | Xavier Sacrest                                | CA Vic                                        | 1.85                                          | Montserrat Pujol                      | JA Sabadell                           | 1.61                                  | [ 4 ]             |
| LVI      | 1976 | Aureli Oriol                                  | CN Barcelona                                  | 1.91                                          | Asunción Morte                        | CA Granollers                         | 1.67                                  | [ 4 ]             |
| LVII     | 1977 | José Valderrama                               | FC Barcelona                                  | 2.00                                          | Júlia Boza                            | GEiEG                                 | 1.63                                  | [ 4 ]             |
| LVIII    | 1978 | José Valderrama                               | FC Barcelona                                  | 1.96                                          | Maria Teresa Huidobro                 | CE Universitari                       | 1.63                                  | [ 4 ]             |
| LIX      | 1979 | Martí Perarnau                                | FC Barcelona                                  | 2.11                                          | Júlia Boza                            | GEiEG                                 | 1.65                                  | [ 4 ]             |
| LX       | 1980 | Enric Roselló                                 | AD Antorcha                                   | 2.02                                          | Asunción Morte                        | CG Barcelonès                         | 1.73                                  | [ 4 ]             |
| LXI      | 1981 | Martí Perarnau                                | FC Barcelona                                  | 2.18                                          | Maria Teresa Pons                     | CA Calella                            | 1.62                                  | [ 4 ]             |
| LXII     | 1982 | Martí Perarnau                                | FC Barcelona                                  | 2.12                                          | Asunción Morte                        | CG Barcelonès                         | 1.74                                  | [ 4 ]             |
| LXIII    | 1983 | Martí Perarnau                                | FC Barcelona                                  | 2.08                                          | Maria Teresa Pons                     | CA Calella                            | 1.65                                  | [ 4 ]             |
| LXIV     | 1984 | Martí Perarnau                                | FC Barcelona                                  | 2.13                                          | Asunción Morte                        | CG Barcelonès                         | 1.78                                  | [ 4 ]             |
| LXV      | 1985 | Gustavo Adolfo Becker                         | FC Barcelona                                  | 2.20                                          | Asunción Morte                        | CG Barcelonès                         | 1.73                                  | [ 4 ]             |
| LXVI     | 1986 | Gustavo Adolfo Becker                         | FC Barcelona                                  | 2.20                                          | Asunción Morte                        | FC Barcelona                          | 1.86                                  | [ 4 ]             |
| LXVII    | 1987 | Xavier Fabian                                 | AE L'Hospitalet                               | 2.11                                          | Asunción Morte                        | CN Barcelona                          | 1.75                                  | [ 4 ]             |
| LXVIII   | 1988 | Xavier Fabian                                 | AE L'Hospitalet                               | 2.09                                          | Montserrat Fernández                  | GEiEG                                 | 1.71                                  | [ 4 ]             |
| LXIX     | 1989 | Gustavo Adolfo Becker                         | FC Barcelona                                  | 2.17                                          | Margarida Moreno                      | CAV Andorra                           | 1.75                                  | [ 4 ]             |
| LXX      | 1990 | Xavier Fabian                                 | FC Barcelona                                  | 2.13                                          | Carmen Expósito                       | CN Reus Ploms                         | 1.71                                  | [ 4 ]             |
| LXXI     | 1991 | Xavier Fabian                                 | CAV Andorra                                   | 2.05                                          | Montserrat Fernández                  | GEiEG                                 | 1.74                                  | [ 4 ]             |
| LXXII    | 1992 | Xavier Fabian                                 | CAV Andorra                                   | 2.09                                          | Margarida Moreno                      | CAV Andorra                           | 1.78                                  | [ 4 ]             |
| LXXIII   | 1993 | Gustavo Adolfo Becker                         | CN Poble Nou                                  | 2.24                                          | Anna Diéguez Aguilar                  | Cornellà At.                          | 1.71                                  | [ 4 ]             |
| LXXIV    | 1994 | Gustavo Adolfo Becker                         | Larios AAM                                    | 2.15                                          | Anna Diéguez Aguilar                  | Cornellà At.                          | 1.65                                  | [ 4 ]             |
| LXXV     | 1995 | Gustavo Adolfo Becker                         | Larios AAM                                    | 2.25                                          | Susanna Serrano                       | CN Poble Nou                          | 1.65                                  | [ 4 ]             |
| LXXVI    | 1996 | Gustavo Adolfo Becker                         | Larios AAM                                    | 2.18                                          | Elena González                        | GG Lluïsos Mataró                     | 1.64                                  | [ 4 ]             |
| LXXVII   | 1997 | Jordi Rofes                                   | CD Nike International                         | 2.15                                          | Patricia Vidal Martí                  | CE Universitari                       | 1.60                                  | [ 4 ]             |
| LXXVIII  | 1998 | Marc Pagès                                    | FC Barcelona                                  | 2.14                                          | Mònica Vicente                        | FC Barcelona                          | 1.64                                  | [ 4 ]             |
| LXXIX    | 1999 | Marc Pagès                                    | FC Barcelona                                  | 2.06                                          | Susana González                       | Transports T2                         | 1.62                                  | [ 4 ]             |
| LXXX     | 2000 | Marc Pagès                                    | FC Barcelona                                  | 2.08                                          | Glòria Romero                         | JA Sabadell                           | 1.69                                  | [ 4 ]             |
| LXXXI    | 2001 | Marc Pagès                                    | FC Barcelona                                  | 2.10                                          | Imma Clopés                           | GEiEG                                 | 1.73                                  | [ 4 ]             |
| LXXXII   | 2002 | Lemen Fatty                                   | Integra 2                                     | 2.11                                          | Glòria Romero                         | FC Barcelona                          | 1.69                                  | [ 4 ]             |
| LXXXIII  | 2003 | Miquel Vélez                                  | FC Barcelona                                  | 2.11                                          | Glòria Romero                         | FC Barcelona                          | 1.73                                  | [ 4 ]             |
| LXXXIV   | 2004 | Miquel Vélez                                  | FC Barcelona                                  | 2.07                                          | Glòria Romero                         | FC Barcelona                          | 1.77                                  | [ 4 ]             |
| LXXXV    | 2005 | Miquel Vélez                                  | FC Barcelona                                  | 2.08                                          | Estefania Guillena                    | EA Morro Jable                        | 1.70                                  | [ 4 ]             |
| LXXXVI   | 2006 | Miquel Vélez                                  | FC Barcelona                                  | 2.12                                          | Elvira Sáenz Mir                      | CA Lloret-La Selva                    | 1.66                                  | [ 4 ]             |
| LXXXVII  | 2007 | Miquel Vélez                                  | FC Barcelona                                  | 2.10                                          | Carolina Valladares                   | Medilast Lleida                       | 1.68                                  | [ 4 ]             |
| LXXXVIII | 2008 | Miquel Vélez                                  | FC Barcelona                                  | 2.10                                          | Tània Orlowski                        | AA Catalunya                          | 1.66                                  | [ 4 ]             |
| LXXXIX   | 2009 | Miquel Vélez                                  | FC Barcelona                                  | 2.10                                          | Tània Orlowski                        | AA Catalunya                          | 1.68                                  | [ 4 ]             |
| XC       | 2010 | Carles Triadó                                 | ISS-L'Hospitalet                              | 2.11                                          | Tània Orlowski                        | AA Catalunya                          | 1.75                                  | [ 4 ]             |
| XCI      | 2011 | Miquel Vélez                                  | FC Barcelona                                  | 2.09                                          | Clàudia Garcia                        | FC Barcelona                          | 1.81                                  | [ 4 ]             |
| XCII     | 2012 | Miquel Vélez                                  | FC Barcelona                                  | 2.13                                          | Clàudia Garcia                        | FC Barcelona                          | 1.81                                  | [ 4 ]             |
| XCIII    | 2013 | Miquel Vélez                                  | UA Terrassa                                   | 2.10                                          | Clàudia Garcia                        | FC Barcelona                          | 1.78                                  | [ 4 ]             |
| XCIV     | 2014 | Miquel Vélez                                  | UA Terrassa                                   | 2.06                                          | Clàudia Garcia                        | FC Barcelona                          | 1.78                                  | [ 4 ]             |
| XCV      | 2015 | Miquel Vélez                                  | UA Terrassa                                   | 2.03                                          | Clàudia Garcia                        | FC Barcelona                          | 1.88                                  | [ 4 ]             |
| XCVI     | 2016 | Xesc Tresens                                  | Unió Colomenca                                | 2.11                                          | Clàudia Garcia                        | FC Barcelona                          | 1.79                                  | [ 4 ]             |
| XCVII    | 2017 | Xesc Tresens                                  | FC Barcelona                                  | 2.07                                          | Mar Vico                              | FC Barcelona                          | 1.68                                  | [ 4 ]             |
| XCVIII   | 2018 | Xesc Tresens                                  | FC Barcelona                                  | 2.08                                          | Maria Artero                          | AA Catalunya                          | 1.75                                  | [ 4 ]             |
| XCIX     | 2019 | Xesc Tresens                                  | FC Barcelona                                  | 2.05                                          | Maria Artero                          | AA Catalunya                          | 1.75                                  | [ 4 ]             |
| C        | 2020 | Xesc Tresens                                  | FC Barcelona                                  | 2.12                                          | Aina Rabadan                          | FC Barcelona                          | 1.66                                  | [ 4 ]             |
| CI       | 2021 | Ángel Torrero                                 | AA Catalunya                                  | 2.12                                          | Núria Caballero                       | CA Tarragona                          | 1.68                                  | [ 4 ]             |
| CII      | 2022 | Daniel Torrero                                | AA Catalunya                                  | 2.07                                          | Ona Bonet                             | Avinet Manresa                        | 1.75                                  | [ 4 ]             |
| CIII     | 2023 | Daniel Torrero                                | AA Catalunya                                  | 2.08                                          | Núria Caballero                       | FC Barcelona                          | 1.76                                  | [ 4 ]             |
| CIV      | 2024 | Eduard Fàbregas                               | At. Intec Zoiti                               | 2.12                                          | Ona Bonet                             | Avinet Manresa                        | 1.85                                  | [ 4 ]             |

1. ↑  Societat Gimnàstica Alemanya de Barcelona.
2. ↑  Club Atletes Units de Girona.
3. ↑  Federació d'Alumnes i Exalumnes dels Grups Escolars.
4. ↑  Club d'Atletisme Valls d'Andorra.